# Glaciação Riss
A glaciação Riss foi a penúltima das glaciações, ocorrida há 300.000 anos.
Os pesquisadores identificam os seguintes grandes estágios de glaciação: 
1. Günz;
2. Mindel;
3. Riss;
4. Würm.

As glaciações são o que compõe a chamada era do gelo.